# لیگ برتر فوتسال زنان ایران ۱۳۹۲
لیگ برتر فوتسال زنان ایران ۱۳۹۲ نهمین دوره لیگ برتر و بالاترین لیگ فوتسال بانوان در ایران است که در سال ۱۳۹۲ آغاز شد و در ۲۳ خرداد ماه ۱۳۹۳ به پایان رسید. در پایان تیم ملی حفاری اهواز به مقام قهرمانی این مسابقات رسید. لیگ با حضور ۱۲ تیم هیئت فوتبال شهریار، دانیال ایذه، پخش و پالایش نفت آبادان، هیئت فوتبال گیلان، شهرداری اشکنان، کاسپین قزوین، شمشاد شهرداری دلیجان، انصار ولایت تبریز، جراحی مهر نوشهر، ملی حفاری اهواز، رنگرز نوشهر، پرسپولیس تهران و میلاد تبریز آغاز شد.
با انصراف پرسپولیس مشهد لیگ با ۱۱ تیم دنبال شد. تیم دانیال ایذه به لیگ یک سقوط کرد، این تیم با توجه به این که در دو دیدار، مقابل حریفان خود حاضر به بازی نشد، با حکم کمیته انضباطی و با توجه به قانون و مقررات، از جدول بیرون کشیده شد و در هفته پایانی نیز نتوانست مقابل حریف خود حاضر شود.
در این مسابقات از ۱۲۲ بازی در ۲۲ هفته ۱۰۱۲ به ثمر رسید. عنوان بهترین خط حمله متعلق به پرسپولیس با ۱۶۴ گل زده و عنوان بهترین خط دفاع متعلق به شرکت ملی حفاری با کمترین گل خورده(۲۸ گل) اختصاص داده شد. سهیلا ملمولی از تیم پخش و پالایش آبادان با ۴۵ گل زده عنوان خانم گلی این مسابقات را به خود اختصاص داد. فاطمه اعتدادی از تیم کاسپین با ۴۲ گل زده عنوان دومین گلزن لیگ را کسب کرد و نسیمه غلامی به همراه نیلوفر اردلان با ۳۴ گل زده مشترکاً سوم شدند.

## رده‌بندی پایانی
| رتبه | تیم               | امتیاز |
| ---- | ----------------- | ------ |
| ۱    | ملی حفاری اهواز   | ۵۸     |
| ۲    | پالایش نفت آبادان | ۵۶     |
| ۳    | پرسپولیس تهران    | ۵۴     |